# 452년

## 연호
- 유송(劉宋) 원가(元嘉) 29년
- 북위(北魏) 정평(正平) 2년 / 승평(承平) 원년 / 흥안(興安) 원년

## 기년
- 유송(劉宋) 문제(文帝) 29년
- 북위(北魏) 태무제(太武帝) 29년 / 남안왕(南安王) 원년 / 문성제(文成帝) 원년
- 신라(新羅) 눌지 마립간(訥祗麻立干) 36년
- 고구려(高句麗) 장수왕(長壽王) 40년
- 백제(百濟) 비유왕(毗有王) 26년

## 사건
- 아틸라의 훈족, 북이탈리아를 침략하나, 로마 교황 레오 1세의 중재로 휴전